# ريكوكش
ريكوكش (بالفارسية: ریکوکش) هي قرية تقع في قسم باهوكلات الريفي (مقاطعة تشابهار) في إيران. يقدر عدد سكانها بـ 833 نسمة بحسب إحصاء 2016.